# The Spire, Östantarktis
The Spire är en bergstopp i Antarktis. Den ligger i Östantarktis. Nya Zeeland gör anspråk på området. Toppen på The Spire är 2 600 meter över havet, eller 255 meter över den omgivande terrängen. Bredden vid basen är 1,7 km.
Terrängen runt The Spire är huvudsakligen kuperad, men den allra närmaste omgivningen är bergig. Trakten är obefolkad. Det finns inga samhällen i närheten.